# Sektor małych i średnich przedsiębiorstw
Sektor małych i średnich przedsiębiorstw (sektor MŚP) – sektor publiczny i sektor prywatny grupujący średnie, małe przedsiębiorstwa oraz mikroprzedsiębiorstwa; termin międzynarodowy stosowany w państwach Unii Europejskiej oraz m.in. przez Organizację Narodów Zjednoczonych i Światową Organizację Handlu, Bank Światowy.
Takie wyodrębnione kategorie przedsiębiorstw pojawiły się w polskim prawodawstwie w 2004 r., w ramach jego harmonizacji z prawodawstwem Unii Europejskiej. Do sektora MŚP zalicza się podmiot prowadzący działalność gospodarczą bez względu na jego formę prawną. W szczególności są to osoby prowadzące działalność na własny rachunek, przedsiębiorstwa rodzinne zajmujące się rzemiosłem lub inną działalnością, bądź spółki lub konsorcja prowadzące działalność gospodarczą.

## Kryteria przynależności
Obecnie obowiązującą definicję prawną MŚP zawiera Załącznik I do rozporządzenia Komisji (UE) 651/2014.
- przedsiębiorstwo średnie
  - mniej niż 250 pracowników oraz
  - roczny obrót nie przekracza 50 mln EUR lub całkowity bilans roczny nie przekraczający 43 mln EUR
- przedsiębiorstwo małe
  - mniej niż 50 pracowników oraz
  - roczny obrót lub całkowity bilans roczny nie przekracza 10 mln EUR
- mikroprzedsiębiorstwo
  - mniej niż 10 pracowników oraz
  - roczny obrót lub całkowity bilans roczny nie przekracza 2 mln EUR.

Kryteria te dotyczą przedsiębiorców niezależnych, tj. niepowiązanych, w rozumieniu ww. Załącznika do rozporządzenia, kapitałowo lub osobowo z innymi przedsiębiorstwami (art. 3). Powyższe kryteria muszą być spełnione przez dwa kolejne lata obrachunkowe, aby przedsiębiorca mógł wykazać się statusem MŚP (art. 4).
Poza nielicznymi wyłączeniami, przedsiębiorca, u którego ponad 25% udziałów lub praw głosu wykonuje Skarb Państwa, nie może być uznany za małe lub średnie przedsiębiorstwo, bez względu na faktyczny poziom zatrudnienia, wartość przychodów czy bilansu (art. 3 ust. 4).

## Przesłanki wspierania sektora MŚP
Sektor MŚP korzysta ze szczególnych regulacji w ramach przepisów prawa gospodarczego, w szczególności przepisów dotyczących pomocy publicznej.
Wspieranie MŚP pomaga w tworzeniu klasy średniej, której źródłem utrzymania nie jest nisko kwalifikowana praca najemna na niskich szczeblach drabiny organizacyjnej przedsiębiorstw. Historia dowodzi, że kraje z gospodarką opartą na zasadach wolnego rynku, gdzie występuje pluralistyczna demokracja parlamentarna, a w społeczeństwie przeważa klasa średnia, osiągają wyższy poziom rozwoju cywilizacyjnego i gospodarczego. W przekonaniu neoklasycznych teoretyków demokracji i wolności znaczny udział względny przedstawicieli klasy średniej dodatnio wpływa na stabilność, obliczalność oraz czytelność poglądów politycznych – a to pozwala na zbudowanie stabilnego systemu demokracji przedstawicielskiej, w którym nieuniknione konflikty odmiennych interesów mogą być rozstrzygnięte poprzez kompromis.

## Cele polityki rządu wobec MŚP
Warunkiem rozwoju MŚP jest odpowiednie kształtowanie polityki makroekonomicznej, stwarzającej warunki trwałego, zrównoważonego rozwoju gospodarki: ograniczanie deficytu budżetowego, racjonalizację wydatków budżetowych, obniżenie stopy inflacji i ograniczenie potrzeb pożyczkowych budżetu. Może to prowadzić do zwiększenia dostępu MŚP do źródeł zewnętrznego finansowania, dzięki obniżce jego kosztów (kosztów odsetkowych pozyskiwania kredytu bankowego i kosztów ryzyka inwestorów zewnętrznych). Inne istotne działania rządu to obniżanie stóp podatkowych, zwiększające możliwości finansowania rozwoju MŚP ze źródeł wewnętrznych (reinwestowanego zysku), wprowadzenie zasad liczenia amortyzacji umożliwiających pełne odtwarzanie wartości ekonomicznej majątku produkcyjnego MŚP oraz uproszczenie wszelkich procedur biurokratycznych w urzędach wszystkich szczebli.
Spośród instrumentów specyficznych dla MŚP za szczególnie ważne uznano polityki prowadzące do wyrównywania ich szans konkurowania na wolnym rynku. Obejmuje to szczególnie działalność w zakresie:
- świadczenia usług doradczych,
- poprawy dostępu do informacji gospodarczych,
- rozbudowy systemu poręczeń kredytowych,
- rozwoju systemu zasilania kapitałowego przez instytucje kapitału wysokiego ryzyka.

## Sposoby wspierania rozwoju MŚP

### Finansowe
- Kredyty preferencyjne – administracja rządowa może uznać za celowe udzielenie wsparcia małym przedsiębiorstwom, oferując instytucjom finansowym środki na kredyty udzielane na korzystniejszych warunkach niż warunki obowiązujące na ogólnym rynku kredytowym – oprocentowanie według niższej stopy procentowej lub związane z przedstawieniem zabezpieczenia niższego niż zwykle wymagane.

- Kredyt podatkowy – oznacza udzielenie kredytu na spłatę zobowiązań podatkowych, czyli odsunięcie ich na później. Celem tej formy pomocy jest zwiększenie płynności finansowej firmy na początku działania, w momencie nagromadzenia wielu jednorazowych wydatków (na adaptację i wynajem lokalu, opłaty administracyjne itd.), gdy przedsiębiorca nie ma szans otrzymania kredytu z innych źródeł i musi je finansować z własnych, z reguły niewielkich funduszy. Podobną rolę może spełniać kredyt na składki na ubezpieczenie społeczne, stanowiące – zwłaszcza w Polsce – istotne obciążenie kosztów osobowych nowo powstających przedsiębiorstw.

- Gwarancje kredytowe – początkujący przedsiębiorcy mają często kłopoty z uzyskaniem kredytów, ponieważ nie mają wystarczającego majątku, mogącego służyć jako zabezpieczenie zaciąganego kredytu, ani też nie mają możliwości przedstawienia wiarygodnej historii kredytowej. Wówczas administracja państwowa lub działające we współpracy z nią agencje rozwoju regionalnego lub inne instytucje mogą udzielać gwarancji (poręczeń) kredytowych, zwłaszcza jeśli kredyt jest zaciągany na wydatki o charakterze inwestycyjnym (rozszerzenie majątku firmy), prowadząc do zwiększenia liczby nowych miejsc pracy.

- Przyspieszona amortyzacja – możliwość dokonywania zwiększonych odpisów amortyzacyjnych stanowi stosowaną niejednokrotnie przez władze państwowe formę zabezpieczenia przedsiębiorców przed ryzykiem tzw. moralnego starzenia się maszyn i urządzeń, skłaniających do częstszej wymiany (unowocześniania) majątku trwałego firm. Umożliwia ona ważne w początkowym okresie działania firm zmniejszenie obciążeń podatkowych.

- Fundusze unijne – po wstąpieniu Polski do UE przedsiębiorstwa, w tym przedsiębiorstwa na obszarach wiejskich, uzyskały dostęp do środków unijnych. Głównie są to środki w ramach Regionalnych Programów Operacyjnych, Programu Operacyjnego Innowacyjna Gospodarka, Programu Rozwoju Obszarów Wiejskich na lata 2007–2013[2] oraz na lata 2014–2020.

### Niefinansowe
- Szkolenie – administracja państwowa lub samorządowa może zlecać różnym instytucjom szkolenie potencjalnych przedsiębiorców lub specjalistów określonych dziedzin, często uzyskanie gwarancji kredytowych uwarunkowane jest odbyciem takiego szkolenia.

- Doradztwo – niejednokrotnie doradztwo w zakresie prowadzenia przedsiębiorstw jest przedmiotem działalności wielu małych firm. Równolegle w wielu krajach drobnym przedsiębiorcom, chcącym uzupełnić swoje kwalifikacje lub kandydatom na przedsiębiorców, są oferowane usługi doradcze, świadczone przez izby gospodarcze, stowarzyszenia przedsiębiorców czy nawet związki zawodowe.

- Inkubatory przedsiębiorczości

- Parki przedsiębiorczości – specjalne tereny, na których budowane są standardowe, niewielkie budynki dysponujące podstawowymi elementami infrastruktury – siecią wodociągową i kanalizacyjną, siecią energetyczną oraz siecią dróg dojazdowych, przeznaczone do zajęcia przez potencjalnych przedsiębiorców chcących uruchomić działalność gospodarczą. Podobnie jak w przypadku inkubatorów, w parkach mogą być organizowane systemy świadczenia usług dla przedsiębiorców dysponujących jedynie ograniczonym doświadczeniem w nietechnicznych aspektach prowadzenia firmy.

## Źródła finansowania małych i średnich przedsiębiorstw
Procesy finansowania można rozpatrywać z wielu punktów widzenia. Najczęściej można dokonać podziału rodzajów finansowania, opierając się na następującej systematyce uwzględniającej różnorodne kryteria.
Należą do nich:
- prawo własności kapitału:
  - kapitał własny
  - kapitał obcy

- źródła pochodzenia kapitału:
  - wewnętrzne
  - zewnętrzne

- czas dyspozycji określonym kapitałem, obejmujący kapitały:
  - krótkoterminowe
  - długoterminowe

- powód finansowania:
  - pierwotne,
  - bieżącej działalności,
  - rozwoju, czyli procesów inwestycyjnych.

Finansowanie wewnętrzne (samofinansowanie) jest traktowane jako podstawowe źródło finansowania gwarantujące rozwój przedsiębiorstwa i osiąganie określonych korzyści właścicieli. W przypadku małych i średnich przedsiębiorstw są to zwykle środki właściciela firmy, inwestowane w działalność w momencie jej zakładania oraz środki wypracowane przez firmę w trakcie jej funkcjonowania. Za wewnętrzne źródła finansowania można uznać wszystkie sposoby finansowania, które nie angażują kapitału osób trzecich (wyłączając właścicieli przedsiębiorstwa).
Finansowanie zewnętrzne to dopływ środków finansowych spoza firmy. Jest wykorzystywane w procesach rozwojowych, gdy konieczny jest znaczny dopływ kapitałów. Finansowanie to polega głównie na zwiększaniu kapitałów własnych, m.in. poprzez przyjmowanie dodatkowych wspólników, udziałowców, lub na zwiększaniu poziomu zadłużenia w oparciu o kapitał obcy.
Źródła krótkoterminowe obejmują kapitały o okresie zwrotu do 1 roku i mają one najczęściej charakter kapitałów obcych – zobowiązań.
Do źródeł długoterminowych należą te kapitały obce, które podlegają spłacie w okresie powyżej 1 roku, a także kapitały własne.
Finansowanie pierwotne występuje w momencie powstawania nowego przedsiębiorstwa, w wyniku wnoszenia kapitałów własnych przez właścicieli. Ta forma finansowania pozwala zaspokoić potrzeby związane z takimi działaniami jak: wymagane przez prawo opłaty rejestracyjne przedsiębiorstwa, zapewnienie określonej wielkości kapitału założycielskiego, nabycie gruntów, nieruchomości, maszyn, urządzeń, wyposażenia itp.
Finansowanie bieżącej działalności polega na zapewnieniu ciągłości w funkcjonowaniu przedsiębiorstwa poprzez dopływ środków finansowych uzyskanych z przychodów. Głównym zadaniem finansowania bieżącego jest zapewnienie płynności finansowej przedsiębiorstwu poprzez synchronizację między przychodami a wydatkami.
Finansowanie rozwoju przedsiębiorstwa ma służyć realizacji procesów inwestycyjnych. Często dotychczasowe dochody i kapitały są niewystarczające, dlatego poszukuje się źródeł zewnętrznych.
Tabela 1. Źródła powiększania kapitałów własnych w przedsiębiorstwie
| Kapitały własne                                                                                 | Kapitały własne                                                                                                  |
| źródła wewnętrzne                                                                               | źródła zewnętrzne                                                                                                |
| ----------------------------------------------------------------------------------------------- | --- |
| - zysk netto - odpisy amortyzacyjne - przekształcenia w aktywach - przekształcenia w kapitałach | - dopłaty wspólników - poszukiwanie nowych wspólników - fundusze venture capital - emisja na rynku pozagiełdowym |

Tabela 2. Źródła powiększania kapitałów obcych w przedsiębiorstwie
| Kapitały obce | Kapitały obce |
| Kapitały długoterminowe | Kapitały krótkoterminowe |
| --- | --- |
| - rezerwy - bankowe kredyty długoterminowe - poręczenia kredytowe - leasing - franchising - obligacje - dotacje i subwencje - środki z funduszy pomocowych - pożyczki od rodziny i znajomych | - bankowe kredyty krótkoterminowe - zobowiązania odnawialne - kredyty od dostawców - kredyty od odbiorców - factoring - pożyczki z sektora pozabankowego - krótkoterminowe papiery dłużne - pożyczki od rodziny i znajomych |

Tabela 3: Kapitał własny a kapitał obcy – zestawienie porównawcze
| Kryterium                    | Kapitał własny | Kapitał obcy |
| ---------------------------- | --- | --- |
| Termin zwrotu                | Kapitał jest powierzony przedsiębiorstwu przez właściciela/li bez terminu zwrotu.                                                                              | Kapitał jest zostawiony do dyspozycji przez wierzyciela/li tylko na określony czas, po upływie którego musi być zwrócony.                                                                                                |
| Przeznaczenie kapitału       | Kapitał może być przeznaczony na finansowanie dowolnego celu.                                                                                                  | Kapitał może być użyty wyłącznie zgodnie z celem uzgodnionym z wierzycielem. |
| Koszt                        | Stosowanie kapitału nie pociąga za sobą dodatkowego kosztu. | Kapitał obciążony jest kosztami finansowymi w postaci odsetek. |
| Kontrola w przedsiębiorstwie | Właściciele/współwłaściciele dysponują prawem kontroli przedsiębiorstwa. W spółkach akcyjnych akcjonariusze mają prawo głosu w najważniejszych sprawach firmy. | Kapitał pociąga za sobą konieczność udzielenia wierzycielowi prawa do kontroli firmy, aby mógł on ustalić wielkość ryzyka związanego z finansowaniem przedsiębiorstwa. Zakres kontroli przez wierzyciela wynika z umowy. |